# Leština, Ústí nad Orlicí
Leština là một làng thuộc huyện Ústí nad Orlicí, vùng Pardubický, Cộng hòa Séc.